# Chiho Saitō

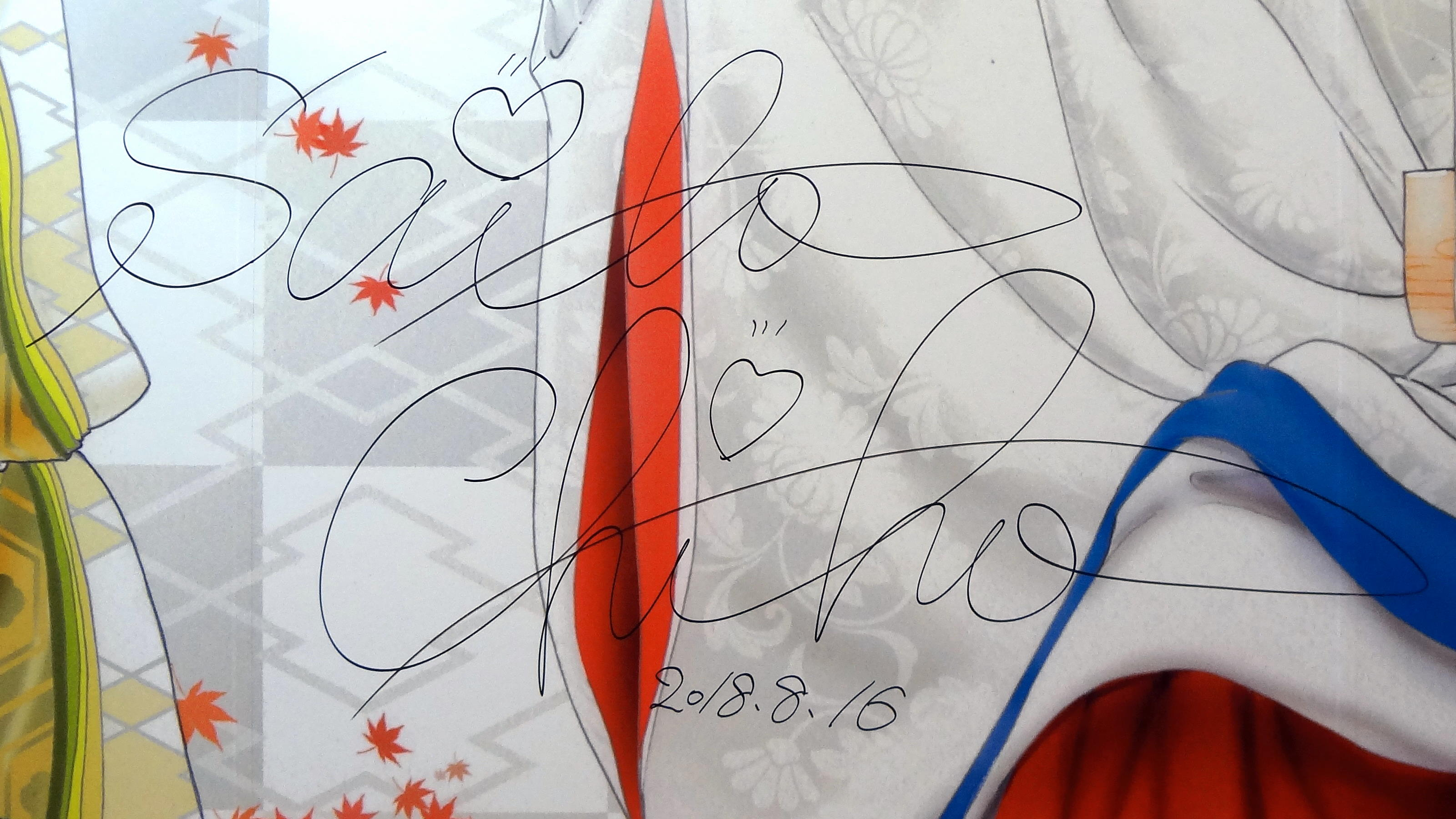
Firma de Chiho Saitō

Chiho Saitō  (さいとうちほ Saitō Chiho?) es una de las mangaka de shōjo más destacadas del panorama japonés actual. 

## Biografía
Nació en el 29 de junio de 1967 en Tokio. 
Debutó en el mundo del manga en el año 1982 con la obra Lady and sword (Ken no Mademoiselle), publicado en la revista Flower de la editorial Shōgakukan (revista en la que, junto con Ciao y Amici, también de Shōgakukan, han aparecido la mayor parte de sus obras).
En 1996 es invitada por Kunihiko Ikuhara, del equipo Be Papas, para realizar la que actualmente es su obra más conocida Shoujo Kakumei Utena (Utena, la chica revolucionaria), publicada en la revista Ciao. 
También en 1996 ganó el 42º Premio Shogakukan en la categoría shojo por la obra Kanon.
A Chiho Saito le gusta el Ballet, la Ópera y el Sumo, gustos que a menudo se han visto reflejados en sus obras.

## Obras
- 2020 - Anthology: Minna de Sarazanmai
- 2020 - LOVE STORIES
- 2018 - Ou-sama to Princess Alice
- 2018 - Kaguya Den
- 2017 - Junpaku no Asa wa Kirameite
- 2015 - Hakushaku to Kakan na Otome: Norfolk no Kojou
- 2014 - Aoi Akuma no Serenade
- 2012 - VS Lupin
- 2012 - Torikae Baya
- 2010 - Shishaku Valmont: Kiken na Kankei
- 2010 - Shugyoku no Meisaku Anthology (Volumen 3 capítulo 5, volumen 5 capítulo 14 y volumen 6 capítulo 2)
- 2009 - Gigolo
- 2008 - Bronze no Tenshi Gaiden
- 2007 - Ice Forest
- 2007 - Zoku Anastasia Club
- 2005 - Chat Noir no Shippo
- 2004 - Grand Amour
- 2004 - Bronze no Tenshi
- 2004 - Beautiful
- 2002 - First Girl
- 2002 - Anastasia Club
- 2000 - El mundo de S y M (S to M no Sekai) Coautoría con Be-Papas
- 1999 - Tenshi no Hohoemi, Akuma no amida (Sonrisas de ángel, lágrimas de demonio)
- 1998 - Basilis no Musume (La hija de Basilis)
- 1996 - Shoujo Kakumei Utena
  - Lovers Square
- 1995 - Kanon
- 1993 - Corona de flores (Kakan no Madonna)
- 1991 - Koi Monogatari (Historias de amor) Serie de historias cortas
  - Another Marionette
- 1990 - Waltz in a White Dress
- 1989 - Angel Tattoo
- 1988 - Etoile Girl
  - Swan Waltz
- 1986 - Ao Ringo Mekyû (El misterio de la manzana azul)
- 1982 - Lady and sword (Ken no Mademoiselle)